# Ordre de bataille confédéré à Piedmont
Les unités et commandants de l'armée confédérée ont combattu lors de la bataille de Piedmont pendant la guerre de Sécession. L'ordre de bataille de l'Union est indiqué séparément.

## Abréviations utilisées

### Grade militaire
- MG = Major général
- BG = Brigadier général
- Col = Colonel
- Ltc = Lieutenant colonel
- Maj = Commandant
- Cpt = Capitaine

## Armée des États confédérés du district de la Vallée

### Département du sud-ouest de la Virginie et de l'Est du Tennessee
BG William E. Jones (K)
| Division   | Brigade | Régiments et autres |
| ---------- | --- | --- |
| Infanterie | 1st Brigade Col Beuhring H. Jones | - 36th Virginia : Ltc William E. Fife - 60th Virginia : Cpt James W. Johnston - 45th Virginia Battalion : Ltc Henry Beckley |
| Infanterie | 2nd Brigade Col William E. Browne | - Thomas Legion (North Carolina) : Col Thomas Love - 45th Virginia : Ltc Alexander Davis - Virginia Cavalry (dismounted, from W.E. Jones' Brigade) : Maj R. Henry Brewer |
| Infanterie | Brigade de Vaughn BG John C. Vaughn | - 16th Georgia Cavalry Battalion : - 1st Tennessee Cavalry : Col James Carter - 12th Tennessee Cavalry Battalion : Maj George W. Day - 16th Tennessee Cavalry Battalion : - 3rd Tennessee Mounted Infantry (détachement) : - 39th Tennessee Mounted Infantry (detachment) : Maj Robert McFarland - 43rd Tennessee Mounted Infantry : Ltc David Key - 59th Tennessee Mounted Infantry : Col William L. Eakin - 60th, 61st & 62nd Tennessee Mounted Infantry (fragments) : |
| Cavalerir  | Brigade d'Imboden BG John D. Imboden | - 18th Virginia Cavalry : Col George W. Imboden - 23rd Virginia Cavalry : Col Robert White - Davis Maryland Battalion (comprend deux compagnies des réserves du comté de Rockingham) : Cpt Thomas S. Davis - Augusta Mounted Reserves (2 compagnies) : Cpt John Opie |
| Réserves   | Réserves de la vallée de Harper Col Kenton Harper                                                                                        | |
| Artillerie | - Lewisburg Battery : Cpt Thomas Bryan - Staunton Horse Artillery : Cpt John McClanahan - Augusta Reserve Battery : Cpt James C. Marquis | |